# منستون، دورست
منستون (به انگلیسی: Manston) یک روستا و محله مدنی در بریتانیا است که در North Dorset واقع شده‌است. منستون ۱۴۰ نفر جمعیت دارد.